# Paavo Tynell
Paavo Viljo Tynell (Helsinki, 25 januari 1890 - aldaar, 13 september 1973) was een Finse lampenontwerper. Tynell was de medeoprichter en een van de hoofdontwerpers van verlichtingsfabrikant Oy Taito AB. Hij wordt omschreven als "de man die Finland verlichtte". Vanaf de jaren '30 tot en met de jaren '50 van de twintigste eeuw stond Tynell bekend als de meest succesvolle lampenontwerper van Finland. Tynell was de echtgenoot van glaskunstenares Helena Tynell.

## Levensloop
Tynell werd geboren in Helsinki op 25 januari 1890. Hij studeerde aan de Centrale Hogeschool voor de Kunsten in Helsinki. Tijdens zijn opleiding werkte hij voor kunstsmederij Koru OY. In 1913 kwalificeerde Tynell zich als meester-ambachtsman.
Van 1917 tot 1928 was hij aan deze school verbonden als docent metaalkunst. In 1918 richtte Tynell samen met Emil Wickström, Eric Ehrström, Gösta Serlachius en Frans Nykänen verlichtingsfabrikant Oy Taito AB op. Aanvankelijk produceerde het bedrijf allerlei metalen objecten, maar het stond hoofdzakelijk bekend om zijn verlichting. Vanaf de jaren '30 werd verlichting de belangrijkste focus van het bedrijf. Voor de glazen onderdelen van de lampen werkte het bedrijf samen met glasproducent Riihimäki. In de jaren '30 en '40 werkte Tynell samen met diverse architecten, waaronder Alvar Aalto en Aarne Ervi. Daarnaast werkte hij onder meer samen met Gunnel Nyman met wie hij de verlichting voor het Svenska Teatern (Zweeds theater) in Helsinki ontwierp. Bij Oy Taito AB leerde Tynell ook glaskunstenares Helena Tynell, zijn latere echtgenote, kennen.
Tynell viel op in de Amerikaanse media nadat hij enkele ontwerpen had gemaakt voor de New Yorkse galerie en restaurant Finland House. Zijn werk werd besproken in Life Magazine, Interiors Magazine en The New York Times. Dit leidde ertoe dat Tynell grote opdrachten kreeg toegewezen, onder meer voor de UN Secretary General’s office in New York en het Fins parlementshuis in Helsinki.
Vanaf 1926 was Tynell voorzitter en bestuurslid van de Finse kunstbranchevereniging Ornamo. Deze functie bekleedde hij tot 1945. Vanaf 1953 begon Tynell meer freelance werk aan te nemen, zowel in Finland als in de Verenigde Staten. In 1954 werd Oy Taito AB overgenomen door de Finse lampenproducent Idman Oy. Tot aan de jaren '60 bleef Tynell freelance opdrachten uitvoeren. Hij overleed op 13 september 1973 op 83-jarige leeftijd in Helsinki.

## Galerij

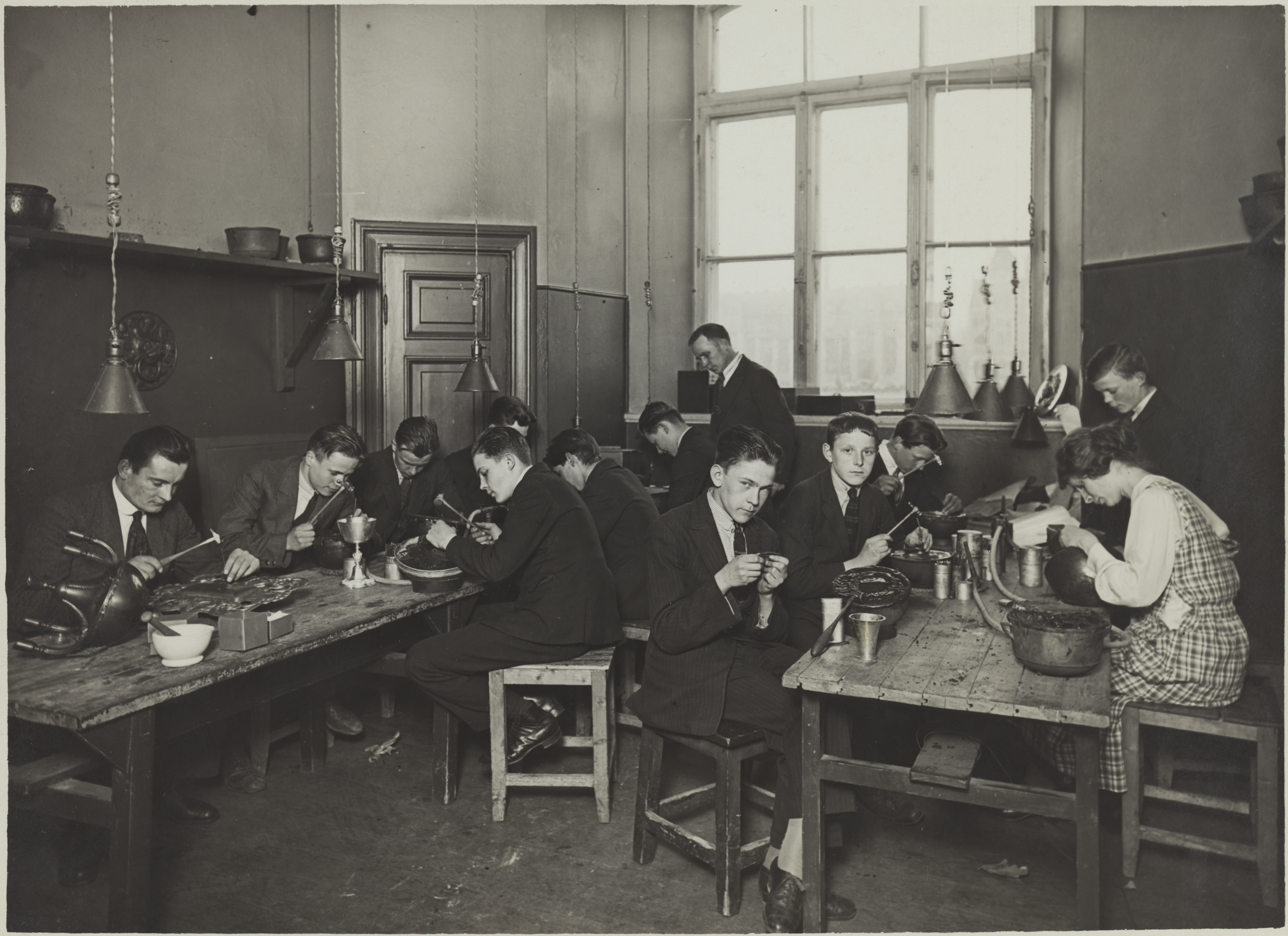
Tynell als docent
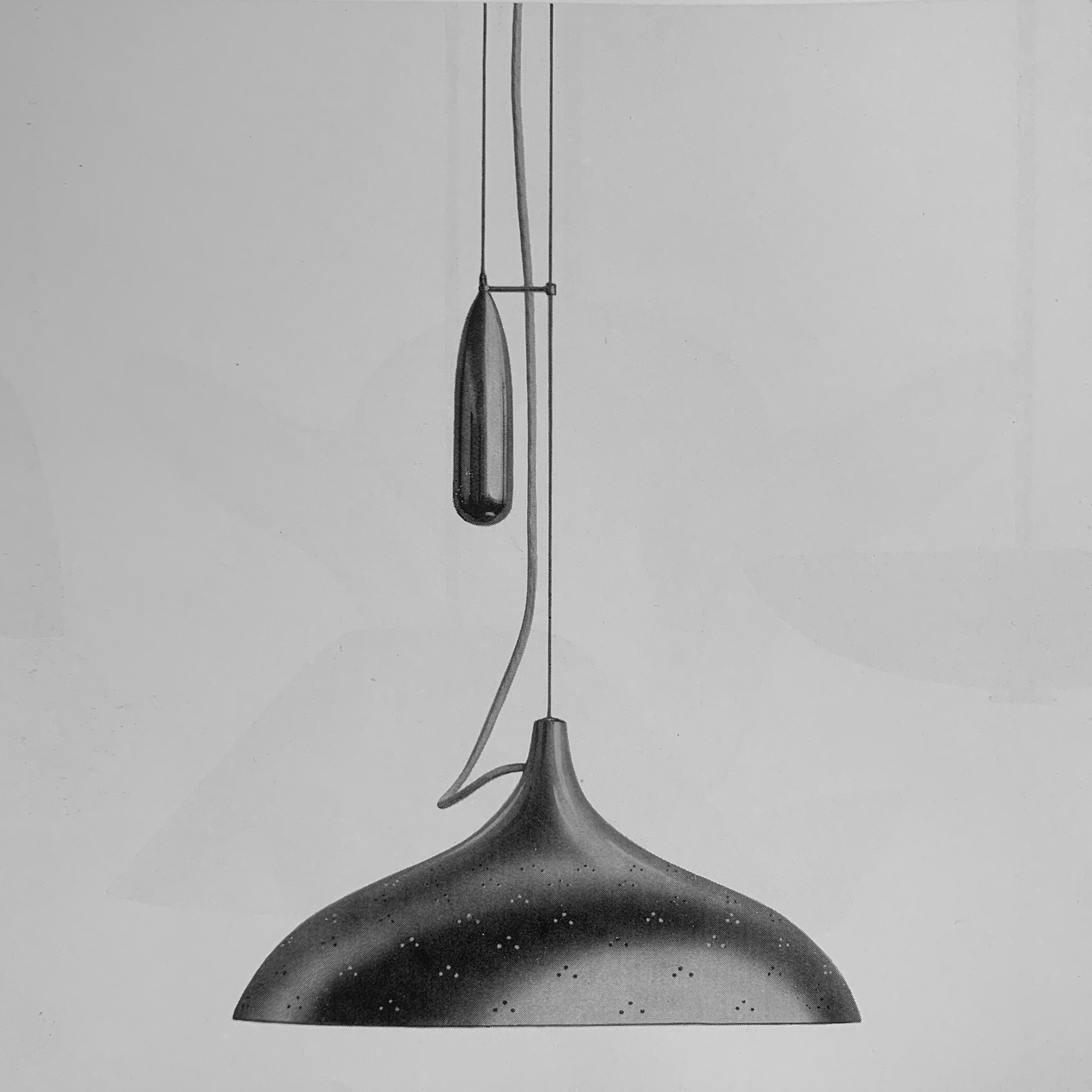
Armatuur nummer 1576
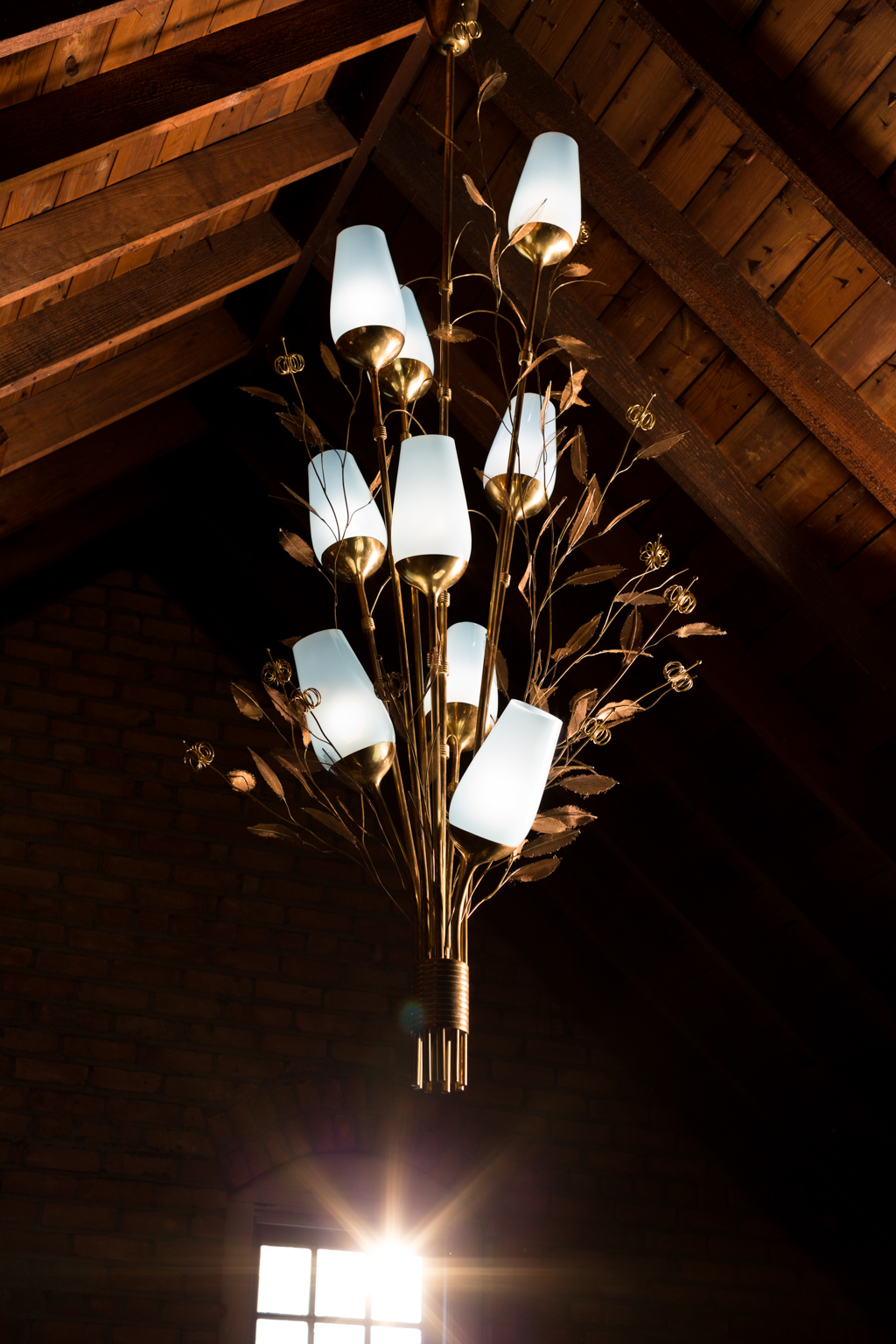
Kroonluchter
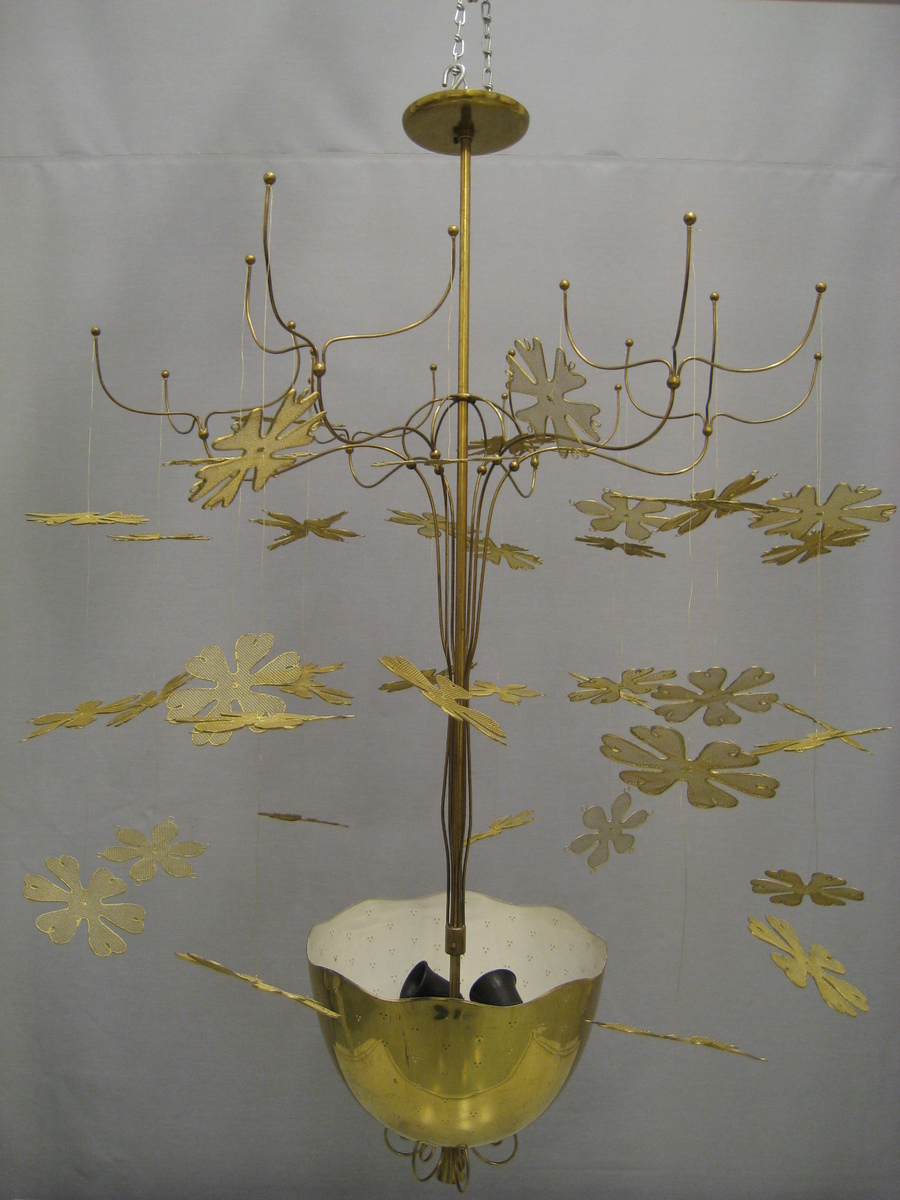
Kroonluchter
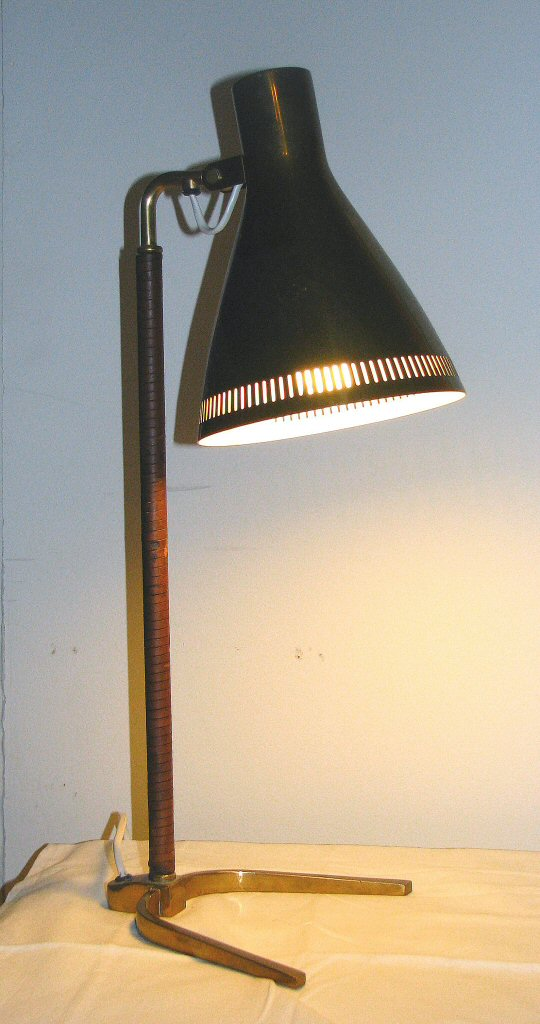
Bureaulamp

- International Standard Name Identifier: 0000 0001 2087 4897
- Library of Congress Control Number: no2011090865
- Virtual International Authority File: 171970544
- WorldCat: E39PBJdcBwbg9TjcbCXQkhQjG3